# Закон улиц (фильм)
«Закон улиц» (фр. La Loi des rues) — французский кинофильм режиссёра Ральфа Хабиба. Экранизация одноимённого романа Огюста Ле Бретона.

## Сюжет
Юный сирота Ив Трежи (Жан-Луи Трентиньян) бежит из сиротского дома, чтобы найти в Париже старого друга Деде. В Париже Ив влюбляется в Зетт и знакомится с владельцем бистро Блэном, который берёт его на постоянную работу. Жо-Грек ревниво относится к дружбе Деде и Ива, соблазняет Ванду, проститутку, к которой неравнодушен Деде, и убивает последнего. Блэн помогает Иву, чтобы тот не повторил судьбу Деде. Ив может жить счастливо с Зетт и ребёнком, которого она ждёт.